# Fobia MTV Unplugged
Fobia MTV Unplugged es el decimoprimer álbum en general y cuarto en vivo del grupo de rock mexicano Fobia. Cuenta con 13 temas bajo la producción y dirección musical de Francisco Huidobro, Jason Cramer y Ezequiel Araujo.

## Antecedentes y promoción
La banda se convirtió en la primera en la historia el grabar dicho formato de concierto sin público, esto derivado de la Pandemia de COVID-19, por lo mismo, con el fin de evitar aglomeraciones afuera del lugar, la locación del recital no fue dada a conocer hasta después de realizado.Asimismo, debido a la restricción sanitaria por el COVID-19, la presentación fue grabada en espacio amplio a través de cámaras centrales. También cuenta con un escenario ambientado con juguetes y elementos vintage. Lo que destaca es el uso de juguetes como instrumentos de percusión, en particular los que Iñaki Vasquez empleó durante la grabación del Unplugged; y que fue la primera vez que un músico participa a distancia para la presentación musical de este formato.
Como algunos artistas en este formato, este Unplugged no cuenta con canciones inéditas.

## Lista de canciones[2]
Autor de todos los temas: Francisco Huidobro, excepto donde se indica.

## Lista de canciones
| N.º | Título                      | Escritor(es) | Álbum original          | Duración |  |
| 1.  | «Pesadilla»                 |              | Destruye hogares (2012) | 4:06     |  |
| 2.  | «Hoy tengo miedo»           |              | Rosa Venus (2005)       | 5:33     |  |
| 3.  | «200 sábados»               |              | Rosa Venus (2005)       | 3:11     |  |
| 4.  | «Mi pequeño corazón»        |              | Mundo feliz (1991)      | 5:44     |  |
| 5.  | «No soy un buen perdedor»   |              | Rosa Venus (2005)       | 4:27     |  |
| 6.  | «Caminitos hacia el cosmos» |              | Mundo feliz (1991)      | 4:05     |  |
| 7.  | «2 corazones»               |              | Rosa Venus (2005)       | 4:42     |  |
| 8.  | «Hipnotízame»               |              | Amor chiquito (1995)    | 3:42     |  |
| 9.  | «Vivo»                      |              | Amor chiquito (1995)    | 4:03     |  |
| 10. | «Veneno vil»                |              | Amor chiquito (1995)    | 5:35     |  |
| 11. | «El diablo»                 |              | Mundo feliz (1991)      | 2:56     |  |
| 12. | «No eres yo»                |              | Rosa Venus (2005)       | 3:51     |  |
| 13. | «El microbito»              |              | Fobia (1990)            | 3:39     |  |

## Músicos

### Fobia
- Leonardo de Lozanne — Voz, armónica y piano de juguete.
- Francisco Huidobro — Guitarra acústica, ukelele, strumstick, handpan y coros.
- Javier Ramírez "El Cha!" — Bajo acústico y U-bass.
- Iñaki Vazquez — hammond, Wurlitzer, mandolina, guitarra, guitarra doce cuerdas, armonio y pollos de hule.
- Jay de la Cueva — Piano, guitarra acústica, guitarra de doce cuerdas, teclado y coros.

### Músicos invitados
- Felipe "Pipe" Ceballos —  timbales, pandereta, platillos, crasher, binzasara, tambores y gong.
- Sebastián Farrugia — batería y shaker.
- Eric Deutsch — mellotron, Hammond y melódica.
- Kevon Bradford — steel pan, pandereta, bongos, maracas, cencerros, cortina china, mokugyo y piano.
- Matias Majewski — redoblante, tambor de lengüetas, bombo, mokugyo, bongos, dunun, y binzasara.
- Joe Gore  — guitarra acústica, lap steel y dobro.

## Curiosidades
- El escenario está ambientado con muñecos inflables, radios, parlantes y bocinas, retratos dibujados de los integrantes y cuadros abstractos.
- Independientemente de su detalle decorativo, algunos de los muñecos inflables y juguetes están automatizados para generar percusión. Para esto, se contó con la colaboración del grupo musical español Cabo San Roque.
- La escenografía está dividida en cinco plataformas, donde cada una cuenta con un integrante de la banda, un retrato que no le corresponde, un músico de apoyo, y un cuadro con una letra con la que se forma una palabra:
  - Iñaki junto a Matias Majewski, con la letra F y el dibujo de Francisco.
  - Francisco junto a Kevon Bradford, con la letra O y el dibujo de Javier.
  - Leonardo junto a Felipe Ceballos, con la letra B y el dibujo de Javier.
  - Jay junto a Eric Deutsch, con la letra I y el dibujo de Leonardo.
  - Javier junto a Sebastián Farrugia, con la letra A y el dibujo de Jay.
  - La parte central de la escenografía está con diversas cámaras, mientras que la parte trasera de esta cuenta con una plataforma donde posan los juguetes e inflables de percusión.
- En la plataforma donde está Jay, se encuentra una pantalla donde se ve a Joe Gore siendo parte de la música desde su residencia.
- Durante toda la presentación, se encuentra presente una perrita recostada sobre el estuche de una guitarra, la cual se llama Arepa y le pertenece a Jay.
- En «No soy un buen perdedor», Francisco no toca ningún instrumento musical, salvo que acompaña con las palmas o apoya en coros. Asimismo, toca el strumstick en «Caminitos hacia el cosmos» y «Hipnotízame».
- En algunas canciones, Leonardo usa algunos instrumentos de percusión como cascabel, chajchas y platillos pequeños. En «Hoy tengo miedo», Leonardo usa un robotito danés y un avión de juguete como parte de la música.
- En «El microbito», tanto Jay y Javier usan una mesa con tubos plásticos de juguete como percusión, mientras que Iñaki usa pollos de hule como parte de la música, y Leonardo usa mangueras de espuma para generar sonido de ambiente.